# ثيساليا
 ثيساليا أو تيساليا (باليونانية: Θεσσαλία) هي منطقة جغرافية تقليدية كما أنها منطقة إدارية يونانية حديثة، تضم أعرق المناطق اليونانية التي تحمل الاسم نفسه. كانت ثيساليا قبل العصور الإغريقية المظلمة تعرف باسم «إيوليا» كما ذُكر في ملحمة هوميروس.
في عام 1881 م، أصبحت ثيساليا جزءاً من الدولة اليونانية الحديثة، بعدما حكمها العثمانيون قرابة أربعة قرون ونصف. ومنذ عام 1987م، اُعتبرت ثيساليا واحدة من أقاليم اليونان الثلاثة عشر التي أُعيد تقسيمها (بعد إصلاحية كاليكراتيس عام 2010 م) إلى خمس وحدات أقليمية و 25 بلدية. أما عاصمتها فهي لاريسا، تقع ثيساليا وسط اليونان ويحدها إقليم مقدونيا من الشمال وإقليم إبيروس من الغرب ووسط اليونان من الجنوب وبحر إيجة من الغرب، كما يضم إقليم ثيساليا جزر سبوراديس.

## أصل التسمية
سميت ثيساليا على اسم قبيلة تسالوي، وهي قبيلة يونانية قديمة، أما معنى اسم القبيلة فهو غير معروف، وقد تم وضع العديد من النظريات حول أصلها. وفقًا للعالم اللغوي الهولندي روبرت إس بي بيكس، فإن الاسم يسبق الوجود اليوناني في المنطقة، بينما يعزو اللغوي اليوناني جورجيوس بابينيوتيس أيضاً أصل اسم الثيساليين إلى عصور ما قبل العصر اليوناني، على الرغم من أنه لا يحاول شرح أصل الكلمة، ويشار إليها باللغة الأرومانية باسم تيساليا.

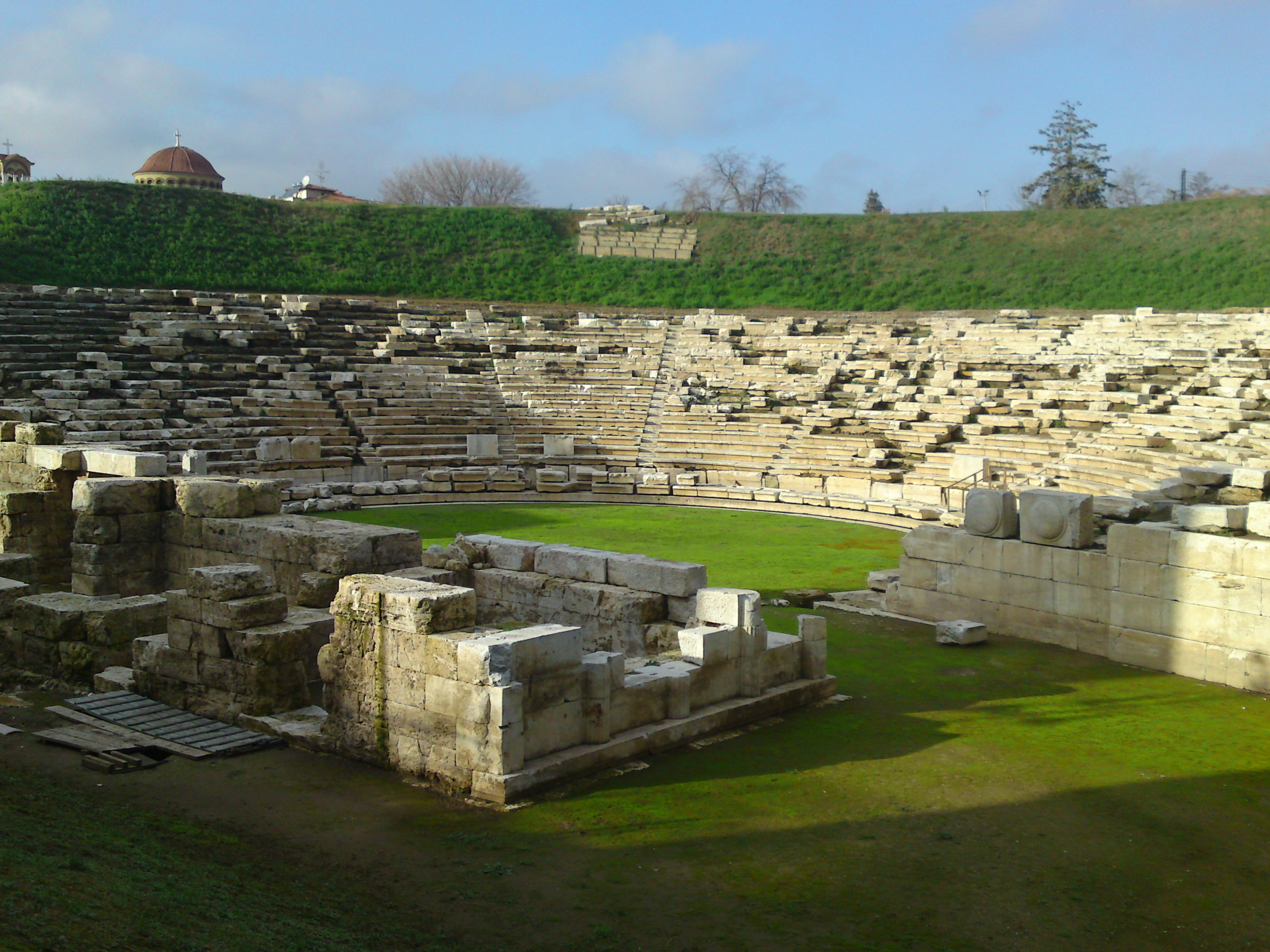
مسرح عتيق في لاريسا

## علم الأساطير
يزور البطل أوديسيوس في ملحمة هومير البطولية مملكة «إيوليا» وهو الاسم القديم لثيساليا.
تقع ساحة المعركة التي دارت بين الأولمبيين والتيتان في سهل ثيساليا بين جبليّ أويتا وأوليمبوس.
ووفقاً للأسطورة، بدأ جاسون وبحارة الأرجو (أحد أبطال الأساطير الإغريقية) بحثهم عن الصوف الذهبي من شبه جزيرة ماغنيسيا.

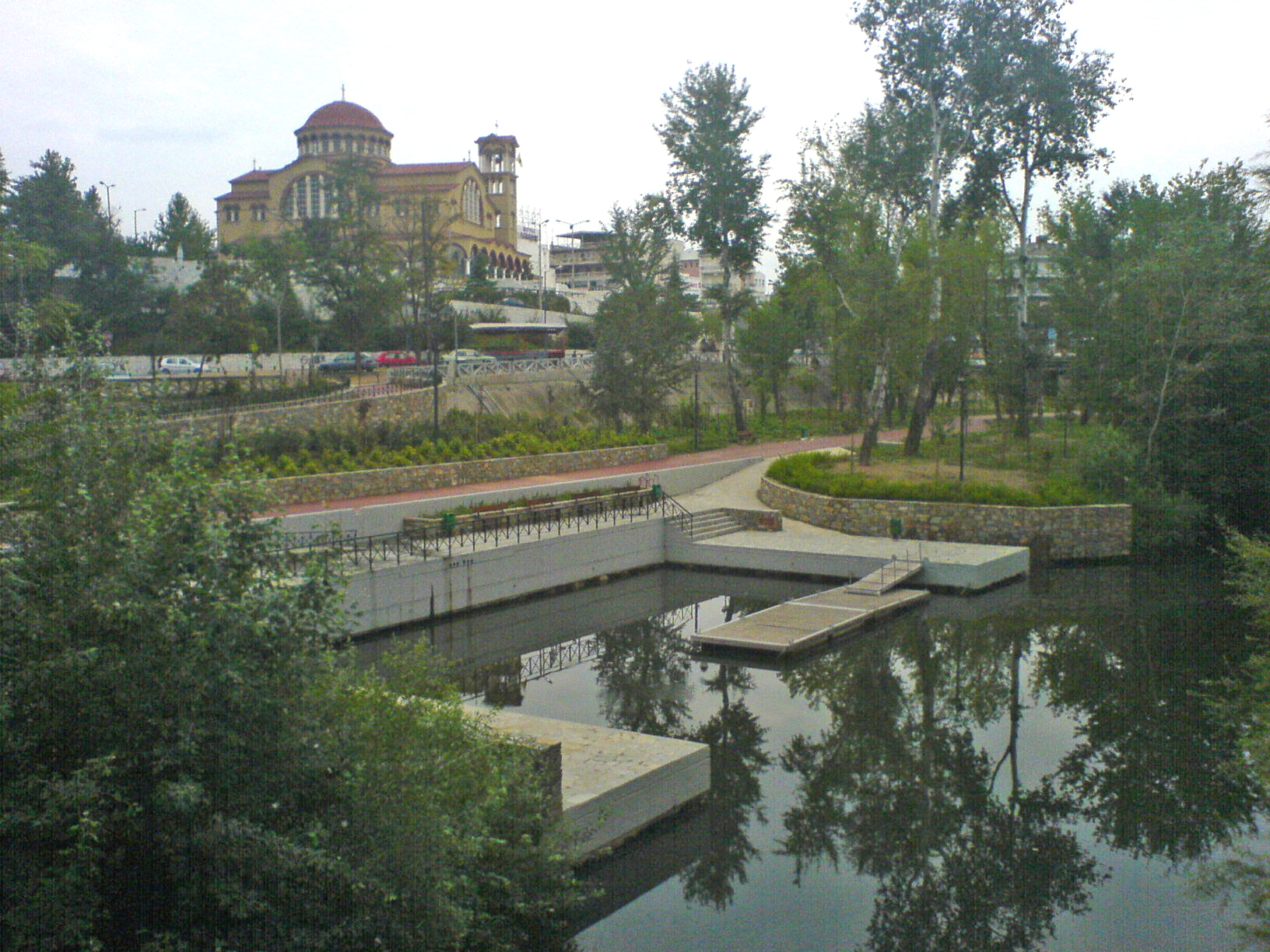
نهر بينيوس وكنيسة آقيوس آشيليوس

## التاريخ
التاريخ القديم
كانت ثيساليا موطناَ لثقافة العصور النحاسية والحجرية الحديثة منذ 6000 ـ 2500 قبل الميلاد. كما أنه تم اكتشاف آثار تدل على الإستيطان المايسيني مثل بعض المواقع في لولكوس وديميني وسيسكولو (بالقرب من فولوس). وأصبحت سهول ثيساليا في العصر الكلاسيكي موطناً للعائلات البارونية مثل عائلة إليوادا في لاريسا والسكوبادز في كرانون. وبعدها بوقتٍ قصير، عُين فيليب المقدوني الثاني حاكماً لثيساليا، ومنذئذ ارتبطت ثيساليا مع المملكة المقدونية للقرون التي تليها. وفي وقتٍ لاحق ضُمت ثيساليا للإمبرطورية الرومانية كجزء من محافظة ماقدونيا.
الاجتياح على الإمبرطورية البيزنطية

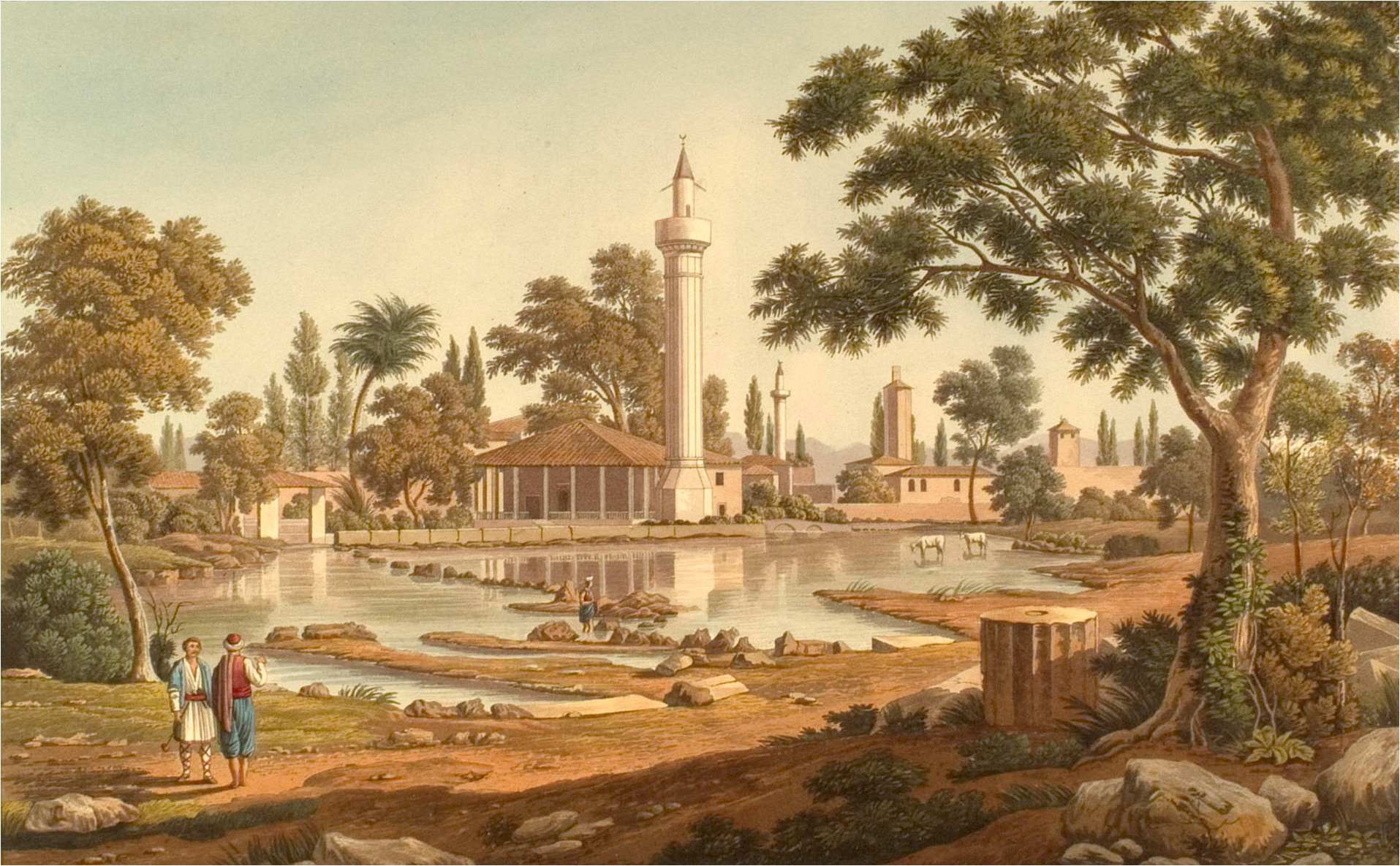
"إن هايبريون نافورة في فيراي"، إدوارد دودويل.

أصبحت ثيساليا جزء من الإمبرطورية الرومانية الشرقية «البيزنطية» بعد الانهيار الذي أصاب القوى الرومانية في الغرب مما جعلها عرضة للكثير من الاجتياحات، كالاجتياح الذي قاده السلاف (مجموعة عرقية لغوية يتحدثون باللغات السلافية) من قبيلة «بيليقيزيتيس» في القرن السابع الميلادي. وصلت نفوذ إمبرطورية هيبثالايت لأوروبا في أواخر منتصف القرن الأول. فأحكموا سلطتهم على العديد من القبائل السلافية الصغيرة. دفع الهيبثاليتون السلافيين بالقوة لجعلهم جنود فعالين. وفي القرن السابع عشر تحالف الهيبثالايتيون مع السيلافيون وبدؤوا بالإغارة على الإمبرطورية البيزنطية فحاصروا حصن ثيسالونيكا، وحتى أنهم حاصروا حصن العاصمة «كونستانتسنوبل».
و بحلول القرن الثامن، احتل السلاف معظم بلاد البلقان من النمسا إلى بيلوبونيس ومن البحر الأدرياتيكي(أحد فروع البحر المتوسط) إلى البحر الأسود بإستثناء بعض المناطق الساحلية وبعض المناطق الجبلية في شبه الجزيرة اليونانية. ويظهر أن عدداً قليلاً من السلاف استقروا في مناطق يونانية. بالرغم من الثورات المتقطعة التي حصلت في بداية استقرار السلاف في المناطق اليونانية إلا أن العلاقة بينهم وبين اليونانيين كانت سلمية، كان السلاف يعملون بالزراعة وذلك ساعدهم في التبادل التجاري مع اليونانيين في البلد. وقد نهضت الحضارة الإغريقية من جديد عن طريق هذا التبادل وستكتمل هذه العملية بظهور إمبرطورية بيزنطية جديدة بكامل نشاطها.
بعد انقضاء الحروب الإسلامية البيزنطية، بدأت الإمبرطورية البيزنطية بتعزيز قواها في الأراضي اليونانية التي احتلتها قبائل البروتو السلافية. وتبع الحملات التي قادها الجنرال البيزنطي ستوراكيوس في 782ـ783 ميلادي، استعادت الإمبرطورية البيزنطية ثيساليا (كانت تسمى هيلاس فس ذلك الحين)، وأسرت العديد من الأسلاف. وبغض النظر عن الحملات العسكرية التي تقاد ضد السلاف، فعملية إعادة الحضارة الإغريقية بدأت على يد ريسرفيوس الأول وتتضمن الإخلاء القسري للشعوب المحتلة. لذلك نُقل الكثير من السلاف لمناطق أخرى من الإمبرطورية مثل منطقة أناتوليا لخدمة الجيش. وفي المقابل، جُلب العديد من اليونانيين من صقلية ومن آسيا الصغرى للعيش في اليونان، لزيادة عدد المناصرين وجعلهم تحت تصرف الإمبراطور وكذلك لتخفيف كثافة السلاف. أيضاً تم نقل شعوب غير يونانية كالأرمان للعيش في بلاد البلقان. نتيجة لفقدان الإمبرطورية البيزنطية الكثير من أراضيها الطرفية، كصقلية وآسيا الصغرى وجنوب إيطاليا، أدى ذلك لرجوع الكثير من قاطنيها الناطقين باليونانية إلى اليونان.

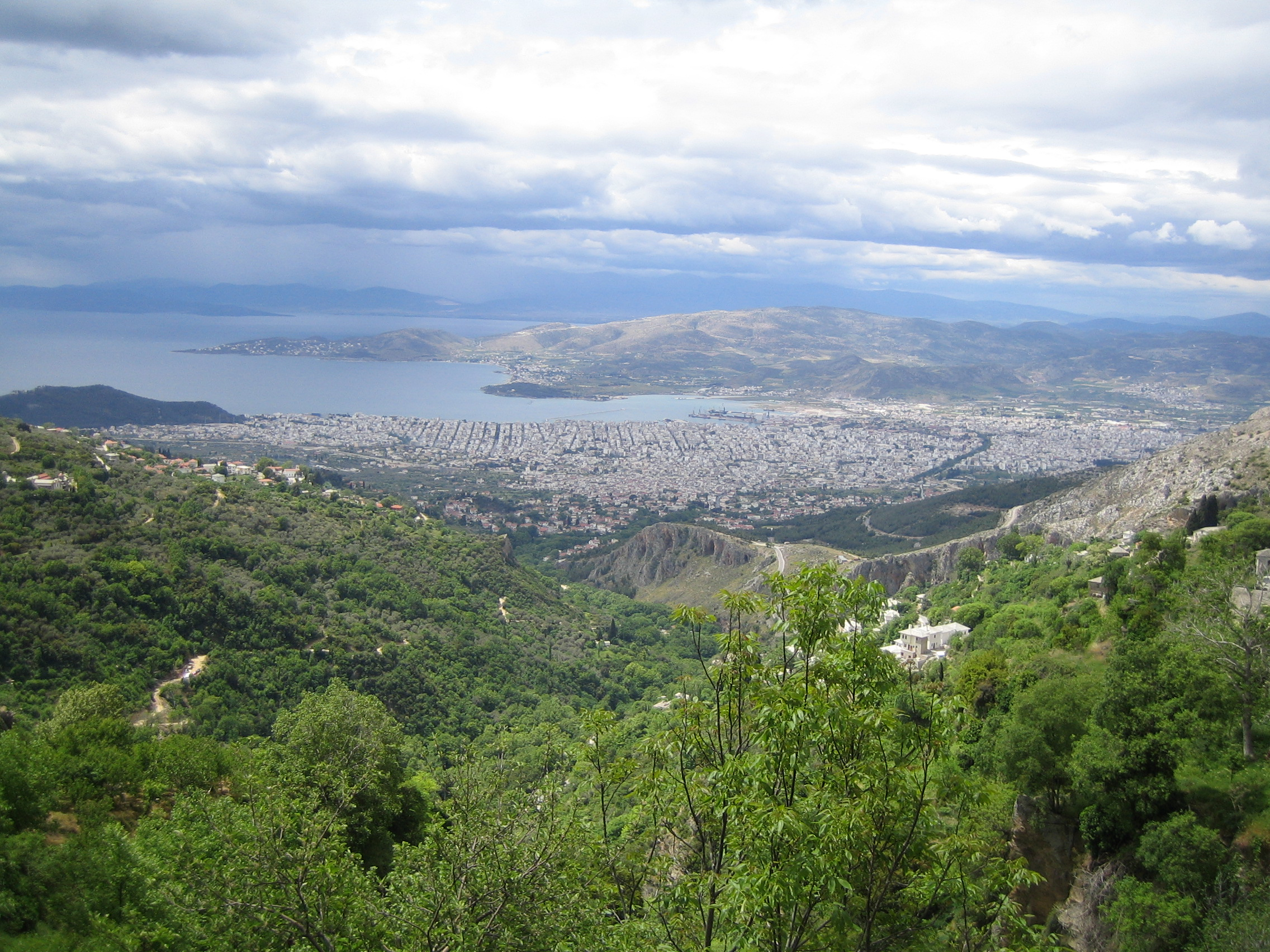
منظر منطقة فولوس من جبل بليون

أواخر القرون الوسطى وثيساليا العثمانية
في 977 ميلادي هاجمت الإمبرطورية البلغارية ثيساليا البيزنطية. وفي عام 1066م أدى عدم رضا الرومانيين والبلغاريين الذين يقطنون ثيساليا عن سياسة الضرائب في ثيساليا إلى الثورة ضد الإمبرطورية البيزنطية بقيادة اللورد«نايكوليتزاس ديلفايناس» في عام 1066م. بدأت الثورة في لاريسا وبعدها توسعت حتى وصلت إلى تريكالا وفي وقتٍ لاحق وصلت للحدود البيزنطية البرتغالية في الشمال. قاد «مانيول كاميتزيس» صهر الإمبراطور البيزنطي «اليكسيوس الثالث آنجلوس» ثورة أخرى بائت بالفشل في عام 1199ـ1201م.تولى بونيفاس الأول «مركيز مونفيراتو» إمارة إبيروس البيزنطية، وفي عام 1225 تولاها «الدوق ثيادور كومنينوس». من عام 1271 حتى 1318 كانت إمارة مستقلة توسعت حتى وصلت «آكرانانيا» و «آيتوليا» وكانت تحت حكم الدوق جون الأول. استقرت «الموقافارز» (مشتقة من كلمة المخابر أو المغاور بالعربية) أو «شركة كاتالان» من الشرق (الجمعية الكاتولينية) في ثيساليا عام 1309م. بعدما انفك الحصار عن ثيسالونيكا، انسحب الموقافارز كمرتزقة وعينت محكمة «سيباستوكراتور» الدوق جون الثاني ليحكم البلاد مُحققاً الديموقراطية في أرجائها. دعا الدوق والتر الأول الموقافارز إلى دوقية أثينا فارتحلوا إلى هناك. بعد انقراض سلالة آنقيلايد (السلالة النبيلة التي أعطت إلى ثلاثة من الأباطرة البيزنطيين) في عام 1318م، احتل الموقافارز «سايديراوكاسترون» وجنوب ثيساليا (1319)، لتشكل دوقية نيوباتريا.
في عام 1348م، اجتاح الصربيون ثيساليا واحتلوها بقيادة «بريلجيوب». بعد وفاة الحاكم الأخير عام 1356، احتل المنطقة «نايكفوروس أوريسيني»، وبعد وفاته بثلاث سنوات، استولت عليها الإمبراطورة الصربية «سيميون آروس» التي نصبت نفسها. ومن بعدها خلف العرش ابنها سيميون «جون آروس» في عام 1370م ولكنه ما لبث أن تخلى عنه في عام 1373م، وكان يدير ثيساليا العشيرة اليونانية آنجيلو بشكل تطوعي حتى جاء الفتح العثماني عام 1393م. نازع البيزنطيون العثمانيين على السلطة حتى عام 1420 عندما وحدها توروهان بك، الذي جعل اليوروك يستقرون في المحافظة وأسس بلدة تيرنافوس.
التاريخ الحديث
كان من المنطقة المفكر اليوناني ورائد حرب الاستقلال اليونانية رايقاز فيرايوس. ولد في فيلستينو بالقرب من البلدة العتيقة فيراي. في عام 1821، شاركت أجزاء من ثيساليا وماغنيسيا في الانتفاضات الأولية لحرب الاستقلال اليونانية لكن سرعان ما سحقت هذه الثورات. أصبحت ثيساليا جزءاً من دولة اليونان الحديثة في عام 1881م، بعد معاهدة برلين.

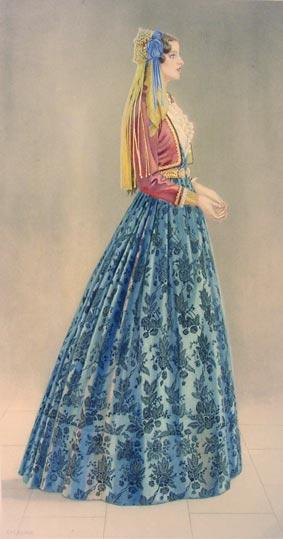
اللباس التقليدي لثيساليا

## الجغرافيا
تحتل ثيساليا الجزء الغربي من مستجمع الأمطار لجبال بيندوس، فتمتد جنوباً من مقدونيا حتى بحر إيجة. بشكل عام، تُعرف الطبقة الشمالية لثيساليا، بأنها مجموعة من النتوءات الصخرية في جنوب غرب وشمال شرقي سلسلة جبال بيندوس التي تضم جبل أولمبوس، بالقرب من الحدود المقدونية. ويوجد ضمن الشقوق التي تتواجد في نتوءات الجبال عدة أحواض وأودية نهرية. تمتد النتوءات من أقصى الشرق إلى الجنوب الشرقي من جبل أولمبوس على امتداد ساحل بحر إيجة، منتهياً في شبه جزيرة ماغنيسيا، فيلف خليج الباقاسيتيك (كما يسمى بخليج فولوس)، مشكلاً خليجاً صغيراً لبحر إيجة. نهر بينيوس يعتبر النهر الرئيسي لثيساليا، باتجاه الشرق من وسط سلسلة جبال بيندوس، جنوب النتوءات، ويصب في خليج ثيرمايك.
تشكل تريكالا ولاريسسا سهولاً وسطى تطوقها الجبال. تتمتع ثيساليا بمواسم شتاء وصيف مميزين، فمع الأمطار الصيفية تزاد خصوبة [السهول]، مما جعل ثيساليا تدعى في بعض الأحيان «سلة خبز اليونان».
ترسم الحدود الطبوغرافية المنطقة بشكل جيد جاعلةً إياها واضحة الحدود. فجبلي تشاسيا وكامفونيا تحدها من الشمال، والمسيف الجزء الرئيسي من جبل أولمبوس في الشمال الشرقي. أما في الغرب تقع سلسلة جبال بيندوس وفي الجنوب الشرقي جبال آوسا وبيلون الساحلية.
كما أن هنالك العديد من روافد نهر بينيوس التي تجري في المنطقة.

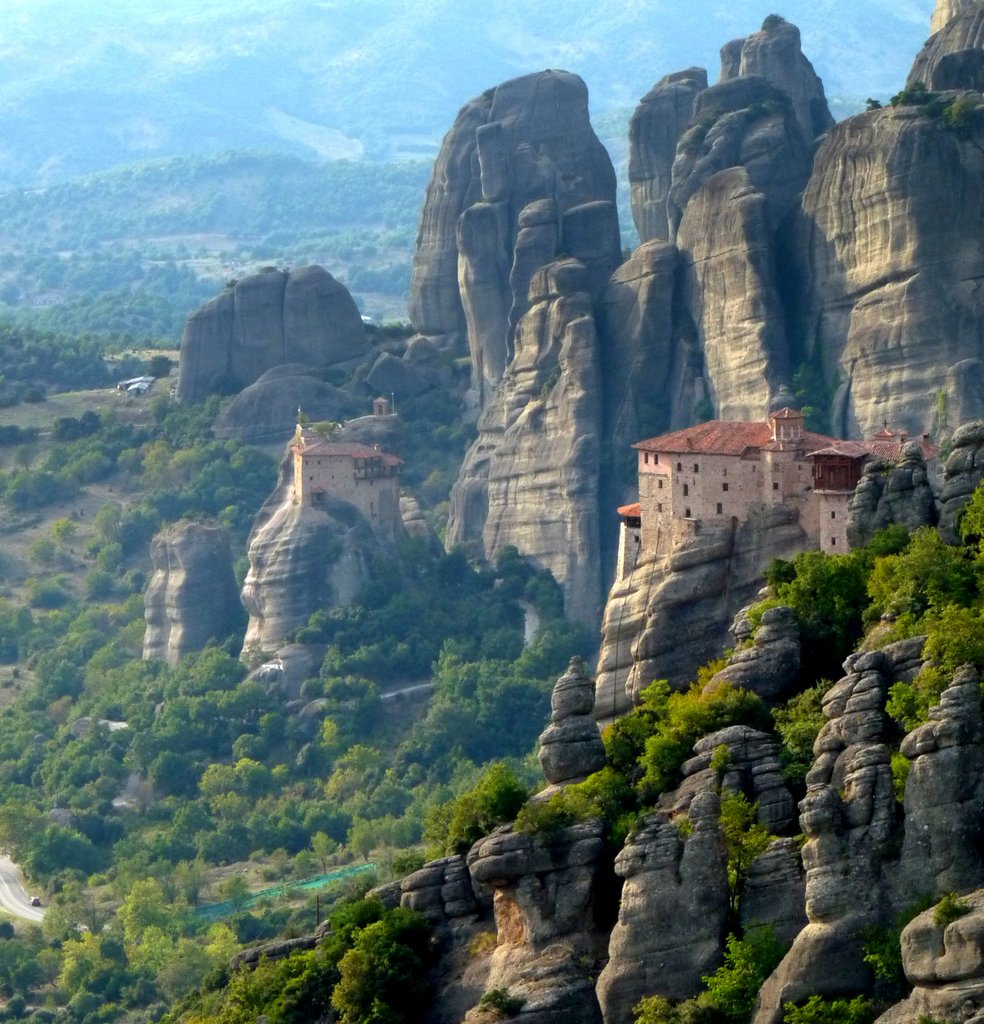
ميتيورا

## التركيبة السكانية
وفقاً للتعداد السكاني الذي أجرته (SYEE) في 2011، بلغ عدد سكان منطقة ثيساليا 732,762 نسمة ويشكل 6.8٪ من مجموع سكان الدولة.
لوحظ تناقص في عدد السكان بنسبة 2.8٪ منذ 2001، لكن ما زالت ثيساليا ثالث أكبر منطقة في البلاد من حيث عدد السكان.
ينقسم السكان في تركيبتهم إلى: 44٪ من المدنيين و 40٪ من المزارعين و 16٪ من المجتمعات شبه الحضرية. غير أنه رافق انخفاض نسبة المزارعين، زيادةً في نسبة السكان شبه المدنيين.
تعتبر منطقة رئيس الأساقفة في لاريسا، عاصمة ثيساليا، موطناً لأكثر من 230.000 نسمة، مما يجعلها أكبر مدن المنطقة.

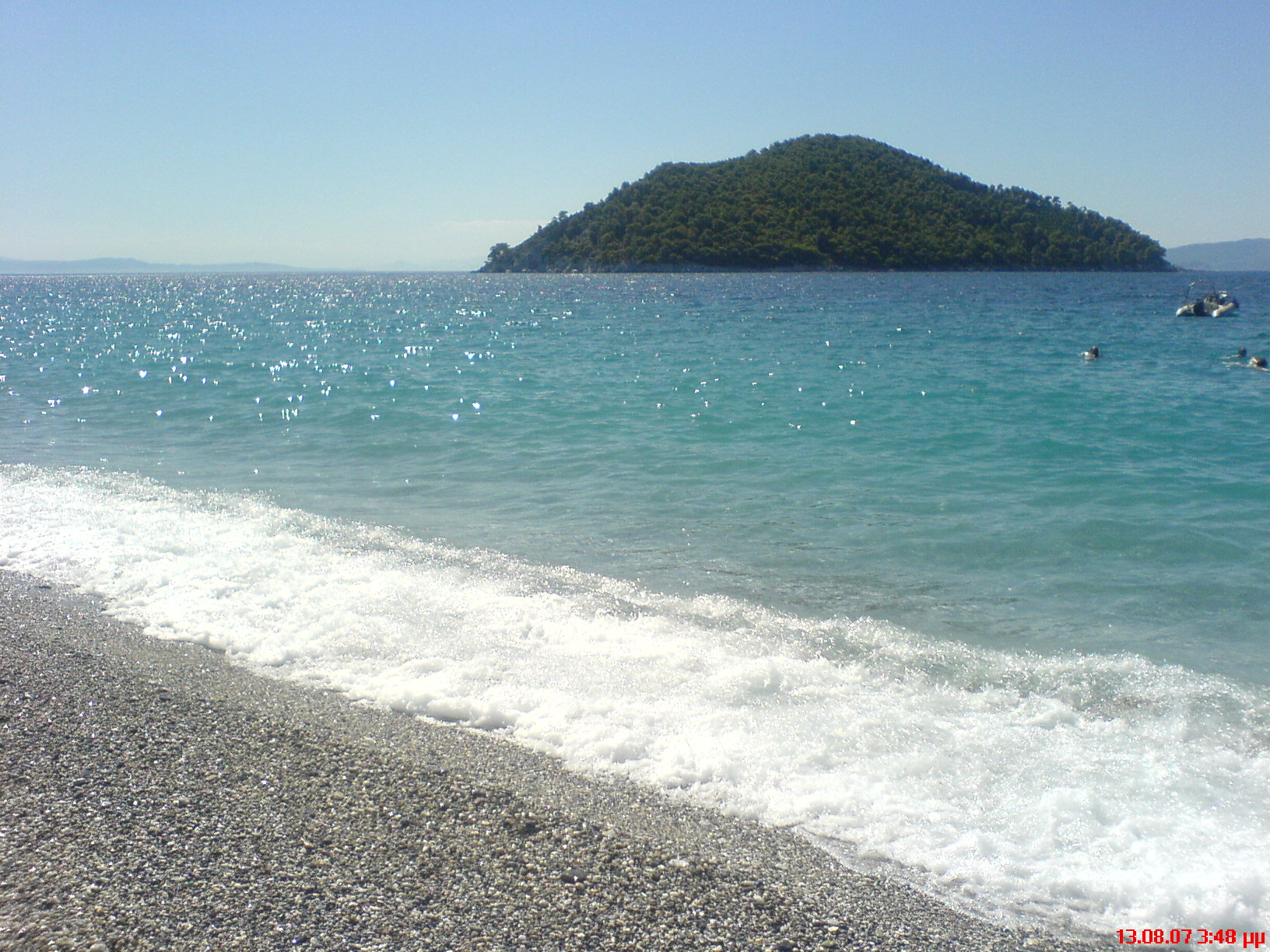
شاطئ في جزيرة سكوبيلوس

## الطوائف الرئيسية
- كارديتسا.
- لاريسا.
- نيا لونيا.
- تريكالا.
- فولوس.
- إيلاسونا.
- فارسالا.

## الاقتصاد
التربة الغرينية على حوض نهر بينيوس وروافدة جعلت من ثيساليا منطقة زراعية حيوية، خاصةً في إنتاج الحبوب الغذائية والأغنام الأبقار. مُورست الزراعة الحديثة في منتصف القرن العشرين مما أدى للقدرة على السيطرة على الفيضانات المزمنة التي قيدت التوسع الزراعي والاستفادة من السهول المنخفضة. كما أن ثيساليا تعتبر الرائدة في مجال تربية الماشية في اليونان، فرعاة «الفلاتش» يقودون قطعان كبيرة من الأغنام والماعز موسمياً بين المرتفعات المنخفضة والمرتفعة. في القرون القليلة الماضية، كان هنالك ارتفاع في معدل زراعة المكسرات الجافة مثل اللوز والفستق والجوز خاصةً في منطقة «الميروس». كما لوحظ وجود ارتفاع في عدد أشجار زيت الزيتون. يوفر خليج باقاساي المحاط باليابسة، ميناءً طبيعياً في فولوس لشحن المنتجات الزراعية من السهول ومزارع الكروم في الجبال.

## الشئون الإدارية
على الرغم من أن المنطقة التاريخية من ثيساليا امتدت جنوباً إلى فثيوتيس وفي أوقات وصلت شمالاً إلى مقدونيا الغربية، أما اليوم فمصطلح
«ثيساليا» يعرف مع المنطقة الإدارية الحديثة التي أنشئت في عام 1987م خلال الإصلاح الإداري الذي عم المنطقة. وفي عام 2010، تم إعادة تعريف وتمديد صلاحيات وسلطة المنطقة مع خطة «كاليكراتيس». بالإضافة لوسط اليونان، فإن المنطقتين تشرف عليهما إدارة ثيساليا ووسط اليونان اللامركزية، ومقرها لاريسا.
يحكم المنطقة حالياً «كونستانشوس اقوراستوس»، الذي فاز بالانتخابات المحلية عام 2010 وأعيد انتخابه في عام 2014.